# 河北省食品輸出入集団天洋食品工場
河北省食品輸出入集団天洋食品工場（かほくしょう しょくひんゆしゅつにゅうしゅうだん てんようしょくひんこうじょう）は、中国河北省にかつて存在した食品メーカー。年間取扱数量約4,500トンの、中国国内では中堅規模の食品工場で、主に餃子、ロールキャベツ、串カツ、ソーセージ、ミートパイなど、肉類の冷凍加工食品を製造していた。
河北省食品輸出入集団は1993年2月の時点で100以上の独資企業、株式企業、財務連結企業、合弁企業などをネットワーク化する総合型企業グループである。2003年、過去10年にわたって21億元の国有資産を流出させたとして、請負人の葉四合が収賄などの容疑で拘留された。河北省食品輸出入集団は、天洋食品の親会社であったが、インターネット情報では突如微妙に名前の異なる2つの企業になり、ホームページの住所も2か所に分かれるなど不審な点がある。
中国製冷凍餃子中毒事件が発生した2008年、天洋食品は従業員をすべて解雇し操業を停止した。その後、2013年頃に工場が取り壊された。なお、翌2014年には同事件の犯人であった元従業員に無期懲役判決が下されている。

## 日本との関わり
中国国内に79箇所ある、口蹄疫の防疫を目的とした農林水産省の偶蹄類加熱加工品生産認定工場の一つであり、商社を通じて日本へ冷凍食品が輸入されていた。そのうち、日本の食品商社の一つである双日食料では1996年秋より取引を開始し、日本たばこ産業子会社のジェイティフーズ向けを中心に、約2,000トンの製品を輸入していた。
冷凍餃子最大手の味の素も原料を購入していたが、2008年に発生した中国製冷凍餃子中毒事件を機に購入を中止している。

## 事件・事故

### 従業員の死亡事故
2007年（平成19年）、19歳の女性従業員が蒸し器の区画内で死亡した。被害者が私物の携帯電話を取りに入ったことを知らずに、機器を稼動させたことが原因。食品工場では、調理用の区画（部屋）に食品を入れた棚を並べ、区画ごとに加熱調理している。遺族と和解したため表沙汰にはならなかった。この事件は「私物は一切持ち込めない」という天洋食品側の主張と矛盾している。